# Schmalegg
Schmalegg ist eine Ortschaft der Stadt Ravensburg in Baden-Württemberg.
Die Ortschaft liegt im Westen des Stadtgebiets. Sie besteht aus dem Gebiet der bis zum 31. Dezember 1971 selbständigen Gemeinde Schmalegg und ist nicht wie die anderen Ravensburger Ortschaften Eschach und Taldorf noch weiter in Wohnbezirke eingeteilt.

## Geografie

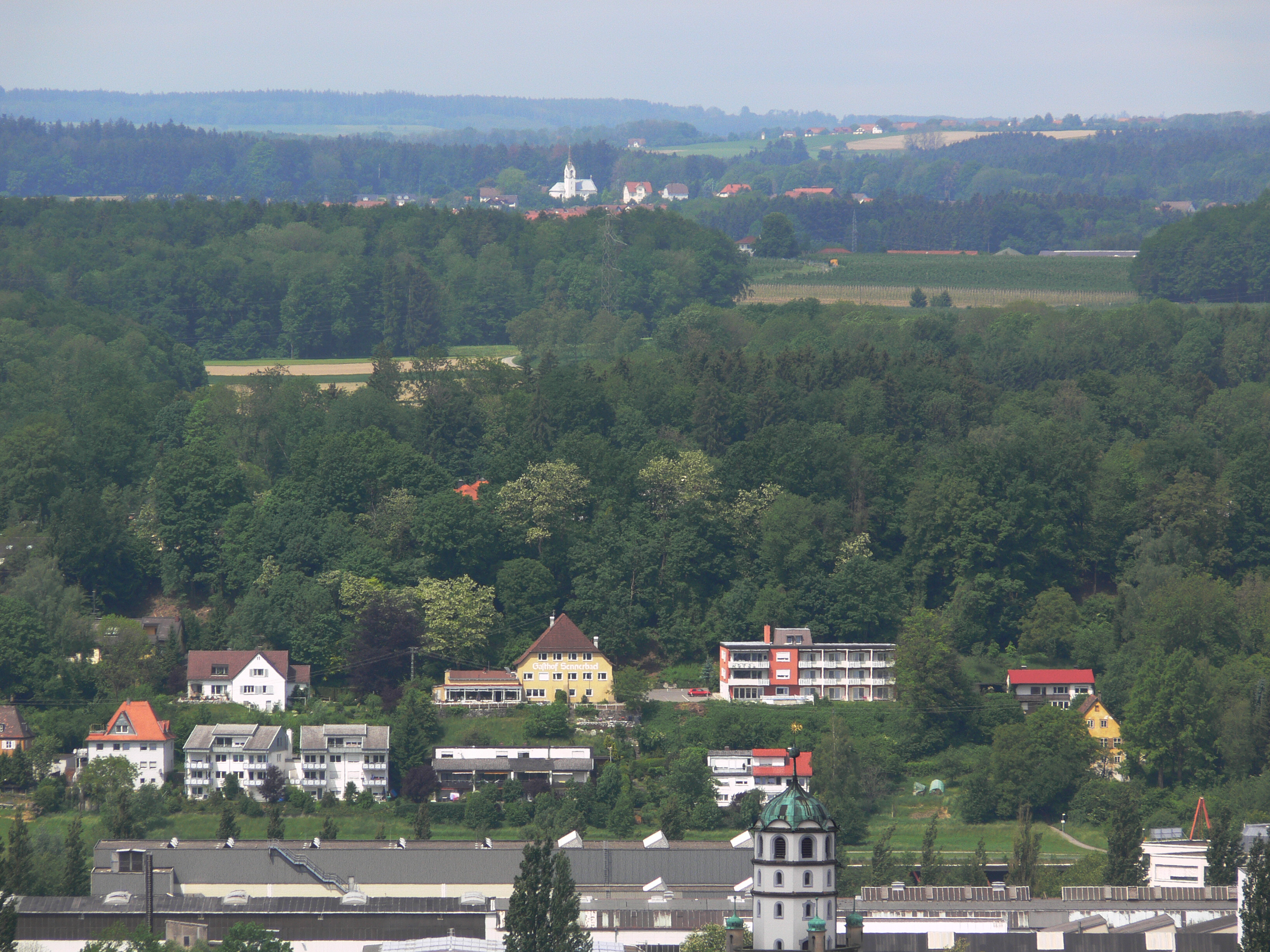
Blick vom östlichen Hang des Schussentals über die Ravensburger Kernstadt (im Vordergrund die Spitze des Blaserturms) in Richtung Westen; am oberen Bildrand Schmalegg

Schmalegg liegt auf einer Anhöhe, die das Schussental überblickt.
Der Schmalegger Tobel ist als Bannwald (Totalreservat) ausgewiesen. Er umfasst Schluchtwälder, zahlreiche Bäche und einen Wasserfall.
Neben dem Hauptort Schmalegg gehören zur Ortschaft die Wohnplätze:
| - Aichhof - Aulwangen - Bäche - Bernhofen - Briel - Bronnetsholz - Burgmühle - Buttenmühle - Eschau - Funkenhausen - Ganter | - Geratsberg - Greckenhof - Gringen - Hagenbach - Hasenwinkel - Hinterweißenried - Hochstätt - Hübscher - Krähenhof - Kübler - Luß | - Mocken - Nessenbach - Nestbühl - Neuaulwangen - Neuhagenbach - Oberhagenbach - Obermeckenhof - Okatreute - Schlegel - Schmucker - Schwarzensteg | - Trutzenweiler - Untermeckenhof - Unterwaldhausen - Unterwolfsberg - Vorderweißenried - Wippenreute - Wolfsberg - Zinsländer |

## Geschichte
Der Ortsname Schmalegg wurde 1148 als Smalunekke erstmals erwähnt, um 1152 als Smaluneko, 1242 als Smalnegge. Bereits 1244 wird neben der Burg Schmalegg des Ministerialengeschlechts der Herren von Schmalegg ein Suburbium genannt, das vermutlich an der Stelle des heutigen Dorfes lag.
Über die Grafen von Werdenberg kam der Ort 1413 an die Reichsstadt Ravensburg und war bis 1802 eine reichsstädtische Vogtei. Am 29. Januar 1677 verpfändete Ravensburg die Herrschaft und Vogtei Schmalegg für anfänglich 25.000 fl. später zusätzlich 11.000 fl. auf 20 Jahre an das Kloster Weingarten und löste Schmalegg 1697 wieder ein.
1802 kam der Ort mit der Mediatisierung der Reichsstadt Ravensburg zunächst an das Königreich Bayern, 1810 dann an das Königreich Württemberg. 1826 wurde aus dem Hauptort Schmalegg und den umliegenden Wohnplätzen die Gemeinde Schmalegg innerhalb des Oberamts Ravensburg gebildet. Am 1. Januar 1972 wurde Schmalegg im Zuge der Gemeindereform nach Ravensburg eingemeindet.

## Politik

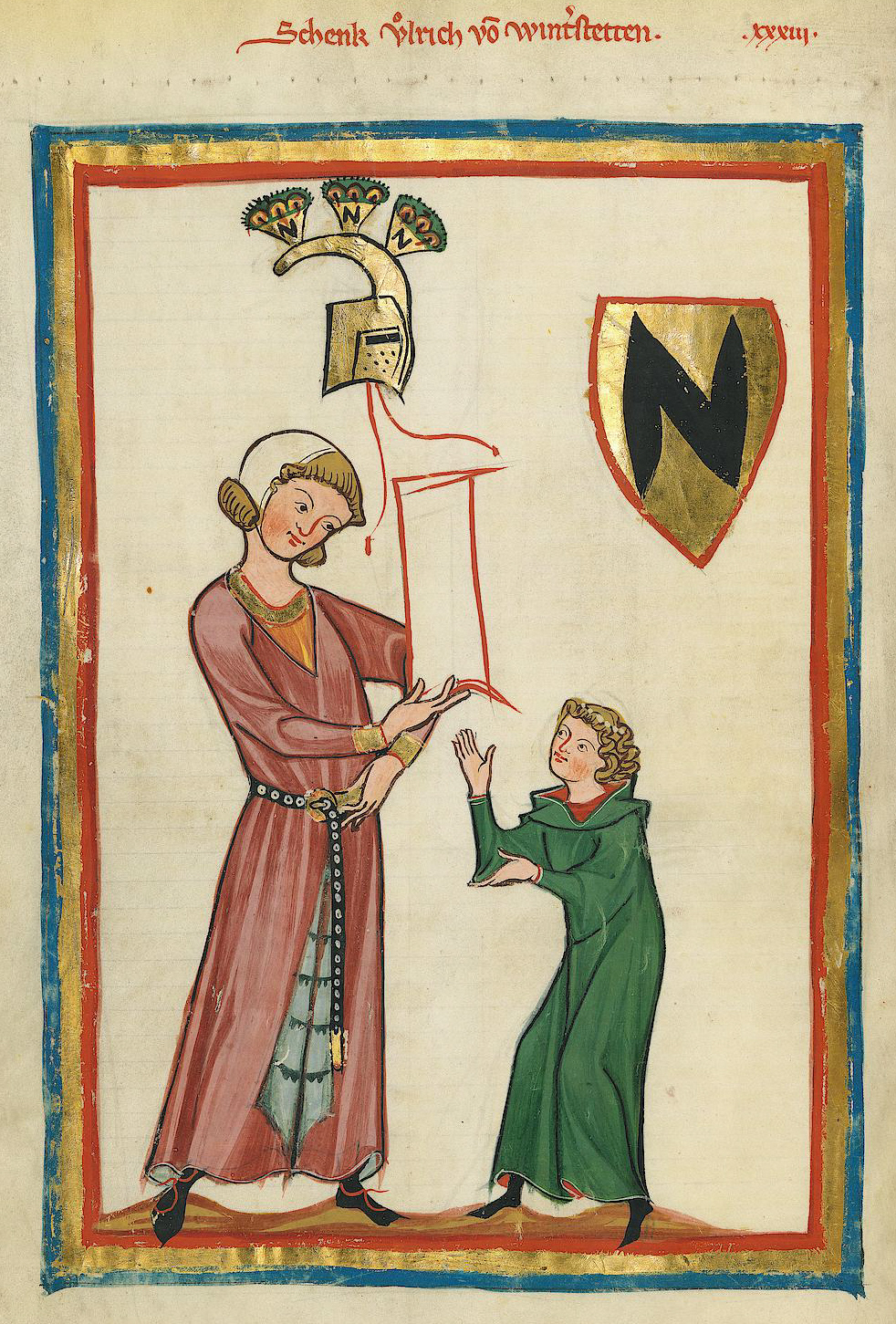
Das Wappen der Herren von Schmalegg im (fiktiven) Autorenporträt Ulrichs, Codex Manesse, um 1300

Die Ortschaft stellt als Wohnbezirk Schmalegg einen der 32 Ravensburger Gemeinderäte. Dieser wird in unechter Teilortswahl gewählt.
Der Ortschaftsrat von Schmalegg hat 11 Mitglieder (10 Ortschaftsräte und der Ortsvorsteher als 11. Mitglied). Ein städtischer Beamter, der vom Gemeinderat im Einvernehmen mit dem Ortschaftsrat bestellt wird, fungiert als hauptamtlicher Ortsvorsteher und Vorsitzender des Ortschaftsrats ohne eigenes Stimmrecht. Die Zuständigkeiten des Ortschaftsrats ergeben sich aus der Hauptsatzung der Stadt Ravensburg.
Im Ortschaftsrat sind die Christlich Demokratische Union (CDU), Bündnis 90/Die Grünen (GRÜNE) sowie freie Mandatsträger vertreten.

### Wappen
Die Gemeinde Schmalegg führte von 1951 bis 31. Dezember 1971 ein Wappen, das einen Doppelhaken in Anlehnung an das mittelalterliche Wappen der Herren von Schmalegg zeigt sowie zwei langgezogene „Oberecken“, die als „schmale Ecken“ den Ortsnamen symbolisieren. Seit der Eingemeindung nach Ravensburg wird das Wappen nicht mehr amtlich benutzt. Es wird jedoch weiterhin inoffiziell von der Ortschaft Schmalegg verwendet.
Wappenbeschreibung: In Gold ein schwarzer Doppelhaken, überhöht von einem rechten und linken schwarzen Obereck.

### Partnerschaften
Die Ortschaft Schmalegg ist seit 1977 partnerschaftlich verbunden mit Sankt Magdalena am Lemberg (Steiermark, Österreich). Diese Gemeinde wurde per 2013 mit einer Nachbargemeinde zu Buch-St. Magdalena vereinigt. Die neue Gemeinde pflegt die Partnerschaft weiterhin.

## Religionen
Schmalegg ist wie das gesamte Ravensburger Umland römisch-katholisch geprägt. Die Gemeinde ist Sitz der Pfarrei St. Nikolaus, die im Verbund der Seelsorgeeinheit Ravensburg-West zum Dekanat Ravensburg gehört.
Die evangelischen Christen in Schmalegg sind Gemeindeglieder der Diaspora-Gemeinde Wälde-Winterbach (Dekanat Ravensburg).

## Wirtschaft und Infrastruktur
Der Wohnmobilhersteller Carthago hat seinen Hauptsitz in Schmalegg. Im Juni 2011 kündigte das Unternehmen an, nach Aulendorf umzuziehen und infolgedessen die Werke in Schmalegg und Ravensburg (mit zusammen etwa 350 Mitarbeitern) zu schließen.

### Verkehr
Linienbusse verbinden Schmalegg mit der Ravensburger Kernstadt und den Nachbarorten. Nach Ravensburg verkehren die Busse von Montag bis Freitag tagsüber im 30-Minuten-Takt, im Abendverkehr sowie am Wochenende vereinzelt.

### Bildung
- Carlo-Steeb-Kindergarten
- Grundschule Schmalegg

## Kultur und Sehenswürdigkeiten

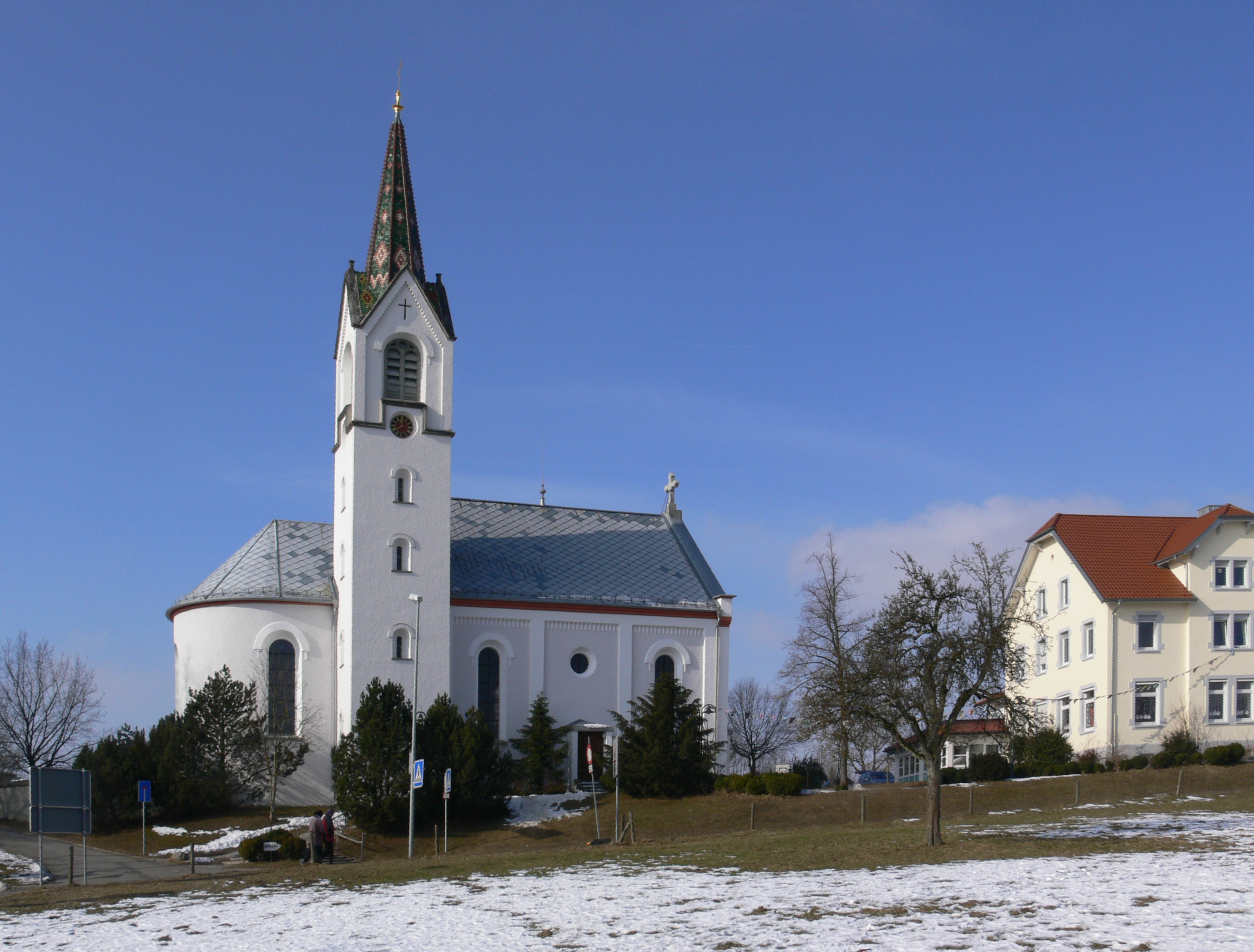
Pfarrkirche St. Nikolaus

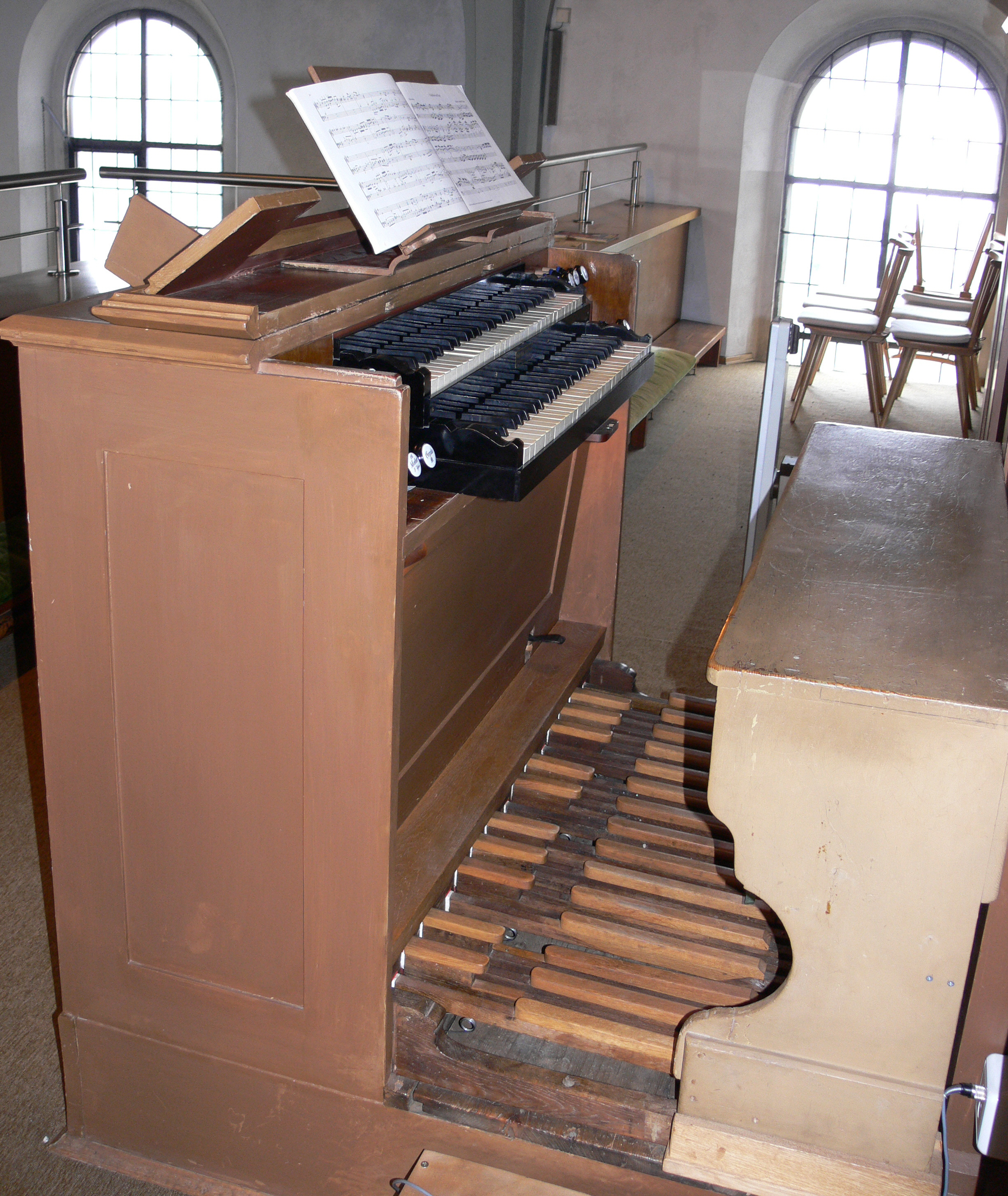
Spieltisch der Link-Orgel von 1864

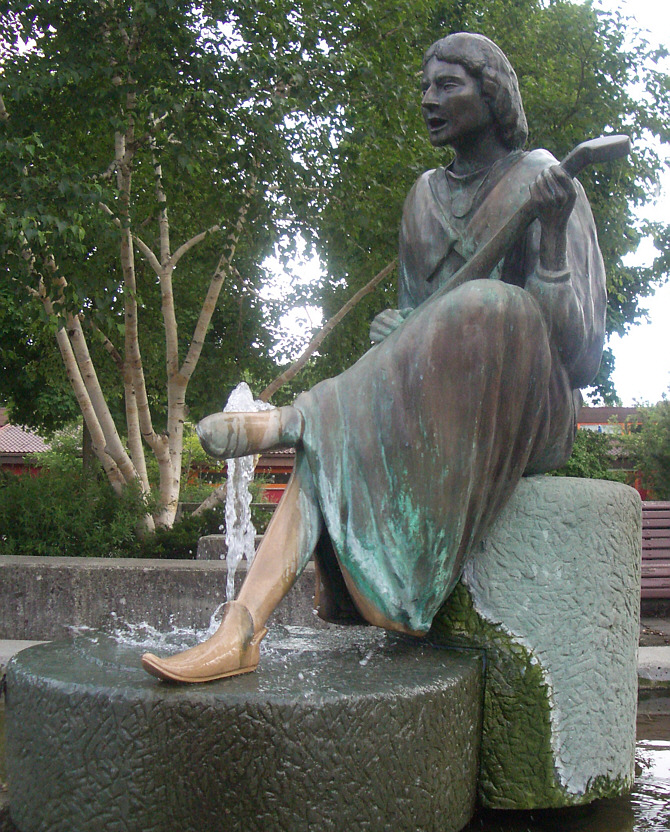
Der „Schenkenbrunnen“ vor der Ringgenburghalle erinnert an den Minnesänger Ulrich von Schmalegg-Winterstetten, der aus dem Schmalegger Ortsadel stammt.

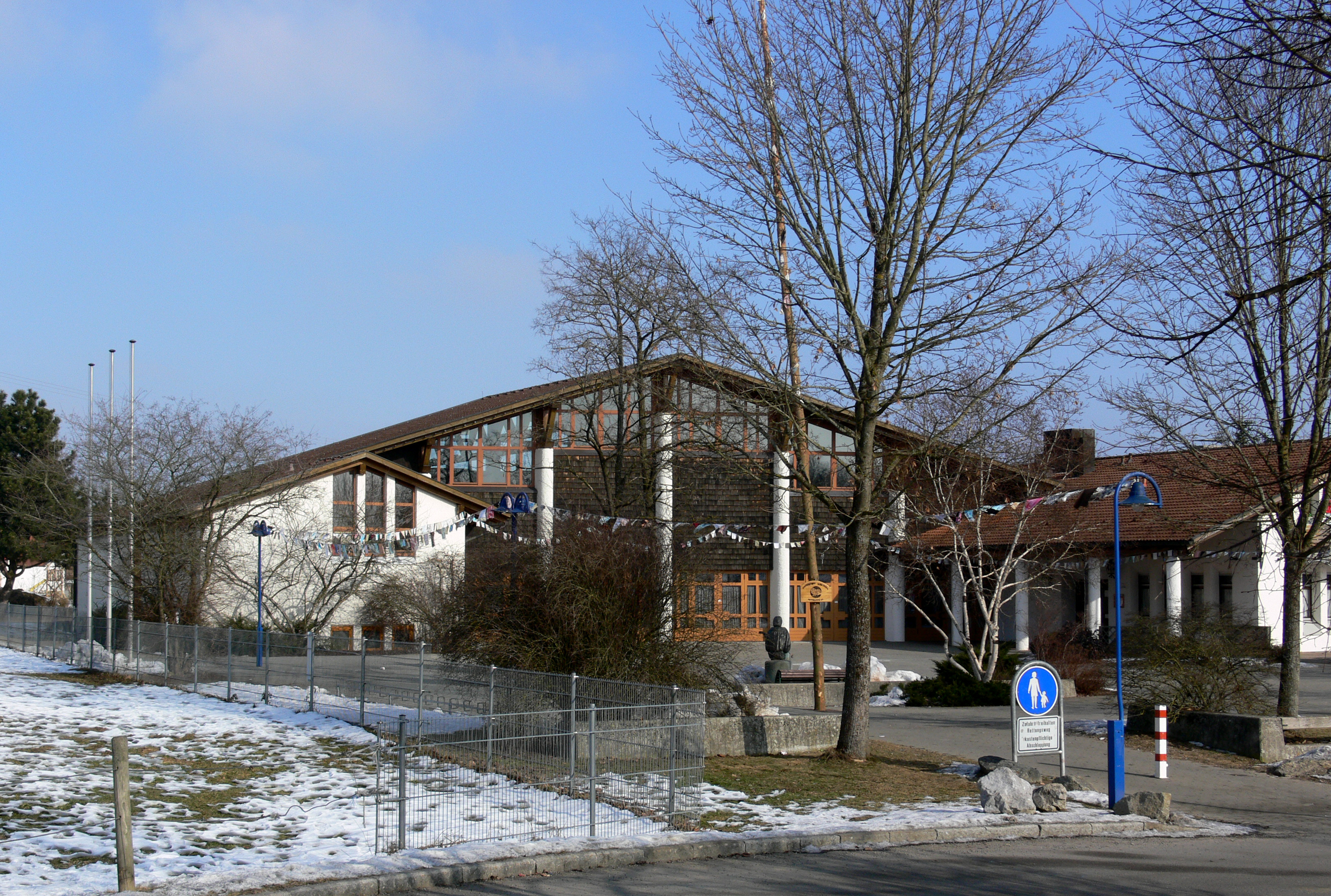
Ringgenburghalle

### Ortsbild
Das Ortsbild von Schmalegg wird durch die unmittelbar nebeneinanderliegenden Gebäude Pfarrkirche – Schule – Rathaus geprägt. Unterhalb der so aufgereihten „irdischen Dreieinigkeit“, wie diese Kombination auch spöttisch genannt wird, liegt ein großer Dorfplatz mit der Mehrzweckhalle Ringgenburghalle. Wohngebiete des 20. und 21. Jahrhunderts schließen sich an.
Ansonsten ist das Bild der Ortschaft neben dem Landschaftsschutzgebiet Schmalegger Tobel von landwirtschaftlicher Nutzfläche, kleinen Weilern und einzeln stehenden Bauernhöfen gekennzeichnet.

### Bauwerke

#### Burgruinen im Schmalegger Tobel
Im Schmalegger Tobel befinden sich die Ruinen der Burg Schmalegg auf dem Schlossbüchl, der vorhistorischen Wallfestung Ringgenburg, der Wallanlage auf dem Adelegg und der Zangeburg.

#### Pfarrkirche St. Nikolaus
Historistische Kirche von 1861, erbaut anstelle eines Vorgängerbaus von 1702.
Einzige erhaltene Originalausstattung ist eine Orgel von 1864, als op. 29 eine der ältesten erhaltenen Orgeln des renommierten Herstellers Gebrüder Link in Giengen an der Brenz.
Sie ist fast vollständig erhalten, die Zinn-Prospektpfeifen wurden im Ersten Weltkrieg jedoch gegen billiges Zinkblech ersetzt.
1992 wurde die zweimanualige Orgel mit zehn Registern im Zuge einer Kirchensanierung „wiederentdeckt“ und von dem noch immer bestehenden Unternehmen renoviert, wobei sie wiederum Prospektpfeifen aus Zinn erhielt.
Nach der Holzhey-Orgel in Weißenau gilt sie als bedeutendste historische Orgel im Stadtgebiet von Ravensburg.
Die Orgel besticht durch ein dem Raum optimal angepasstes Klangbild sowie eine präzise spielbare mechanische Traktur. Die einzelnen Register werden über Kegelladen ein- und ausgeschaltet. Neben den Grundregistern steht neben zwei Koppeln (Handzüge; II/I und I/P (und in Kombination beider Koppeln II/I, II/P, I/P)) eine feste Kombination zur Verfügung (über Fußraster), die im Oberwerk alle drei, im Hauptwerk die drei 8'-Register und im Pedal alle zwei Register einschaltet. Im HW finden sich Principal 8', Flöte 8', Salicional 8', Principal 4' und Mixtur 3-fach 2', im OW Flötenregister 8', 4' und 2' und im Pedal, das von C bis c' reicht, 8' und 16'.

#### Grundschule
Das Schulgebäude wurde 1904 erbaut und der Anbau im Jahre 1989.

#### Schenkenbrunnen am Dorfplatz in Schmalegg
Der Entwurf stammt von Klaus Fix (1988).

### Sport
Träger des Sportlebens der Ortschaft sind der Sportverein SV Schmalegg (Fußball, Volleyball, Tischtennis, Breitensport), die Schützenkammeradschaft Schmalegg, sowie der Tennisclub Schmalegg. Die Fußball-Abteilung des SV Schmalegg spielt seit der Saison 2010/11 in der Kreisliga B2.
Die Mehrzweckhalle Ringgenburghalle dient auch als Sporthalle. Jährlich findet im Ort der Ravensburger Frühlingslauf statt.
Der Golfclub Ravensburg betreibt in Schmalegg-Okatreute einen 18-Loch-Golfplatz.

### Regelmäßige Veranstaltungen
Seit 1993 wird in Schmalegg von der Narrenzunft Bettelspitz Schmalegg (mit den Masken „Bettelmale“ und „Bettelweible“) die schwäbisch-alemannische Fasnet gefeiert. Alle 2 Jahre findet in Schmalegg am letzten Samstag im Januar ein Narrensprung statt.
Der Musikverein Schmalegg veranstaltet jedes Jahr zu Pfingsten das Schmalegger Pfingstfest in Neuhagenbach, an der Verbindungsstraße zwischen der Weststadt und Schmalegg unweit des Westfriedhofs gelegen.
Der Ravensburger Frühlingslauf – Rund um Schmalegg fand jährlich im April statt. Es handelte sich um einen Volkslauf mit Schülerlauf über 10 km – zur Hälfte auf Asphalt, zur Hälfte auf Waldwegen. 2022 teilte dessen Organisationsteam mit, dass dieser nicht weiter veranstaltet wird.

### Kulinarisches
Die Schmalegger Wecken werden in einer ortsansässigen Bäckerei nach einem seit drei Generationen unverändert gebliebenen Rezept gebacken und sind im weiten Umkreis bekannt.

## Persönlichkeiten
- Konrad von Schmalegg, welfischer Ministeriale
- Ulrich von Schmalegg-Winterstetten (ca. 1225–1280), Minnesänger
- Ubaldine Henkel (1903–1943), Steyler Missionsschwester und Märtyrin
- Alfons Maurer (1927–1992), Politiker (CDU), Landtagsabgeordneter

## Trivia
- Der Wohnplatz Wippenreute wird im Text des Schwobarock Songs Ratzariader Schenkelbatscher von Grachmusikoff als Wibbareite erwähnt.[15]